# Germain Racing
Germain Racing fue un equipo de carreras de autos stock profesional estadounidense que compitió por última vez en la NASCAR Cup Series . Era propiedad de Bob Germain, cuya familia posee muchos concesionarios de automóviles en los Estados Unidos como Germain Motor Company.  El equipo envió por última vez el Chevrolet Camaro ZL1 1LE No. 13 a tiempo completo para Ty Dillon. Anteriormente, presentó las Toyota Tundras No. 03, No. 9, No. 30, No. 62 y No. 77 en la Serie Camping World Truck y el Toyota Camry No. 7 y No. 15 en la NASCAR Xfinity Series . Anteriormente, el equipo había estado afiliado a Arnold Motorsports, ex equipo de la Cup Series, hasta la temporada 2005 como Germain-Arnold Racing.
Después de alinear a Toyotas durante la mayor parte de su historia, el equipo presentó Ford Fusions en 2012 y 2013. Luego, en 2014, el equipo cambió a Chevrolet, poniendo fin a una asociación de dos años con Ford y formó una alianza técnica con Richard Childress Racing.

Tras el anuncio de que el patrocinador GEICO desde hace mucho tiempo no renovaría su asociación después de la temporada 2020, Germain Racing vendió su carta a Denny Hamlin y Michael Jordan el 21 de septiembre de 2020. Jordan y Hamlin usarán la carta para su equipo 23XI Racing que comienza en 2021.

## NASCAR Cup Series

### Historia del auto No. 13

#### Max Papis (2008-2010)

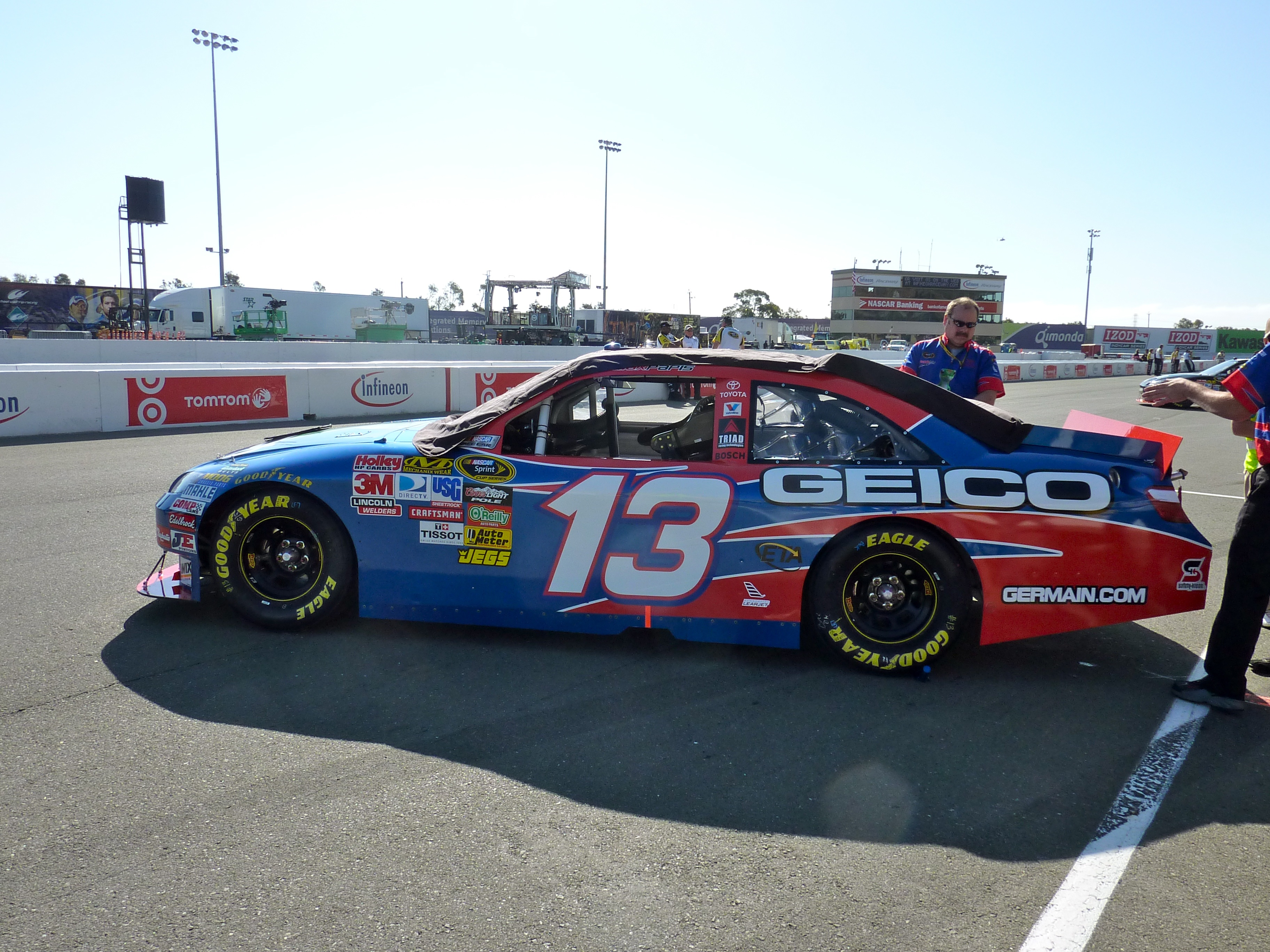
El auto No. 13 de Max Papis en el Toyota / Save Mart 350 del 2010

Germain entró en las carreras de la Copa Sprint a través de una alianza técnica con Michael Waltrip Racing (MWR) comenzando con dos carreras durante la temporada 2008, con MWR suministrando Toyota Camrys y soporte técnico para Germain y el piloto Max Papis.  Papis había conducido anteriormente para el vicepresidente de MWR, Cal Wells, en la serie CART.
En 2009, Germain Racing intentó correr un calendario limitado en la Serie de la Copa Sprint con Papis conduciendo el No. 13 con el patrocinador GEICO. El equipo se clasificó para 15 carreras en 21 intentos. Germain planeó correr a tiempo completo en 2010, pero se le requirió comenzar y estacionar algunos eventos debido a su patrocinio limitado de GEICO y la falta de patrocinio adicional.  En el primer evento de la temporada 2010, Papis se clasificó para las 500 Millas de Daytona,  donde estuvo involucrado en un accidente antes de terminar 40.º debido a problemas con el motor. Después de Watkins Glen, el equipo anunció que Papis sería reemplazado y reasignado a la Camping World Truck Series. Max Papis corrió la semana siguiente en Míchigan en un esfuerzo de largada y estacionamiento, la semana siguiente Casey Mears asumió como piloto de tiempo completo en Bristol en otro esfuerzo de largada y estacionamiento. Papis corrió 17 carreras en 2010, con 10 DNF y 5 DNQ. Mears luego terminó la temporada 2010 comenzando y estacionando en algunos eventos.

#### Casey Mears (2010-2016)

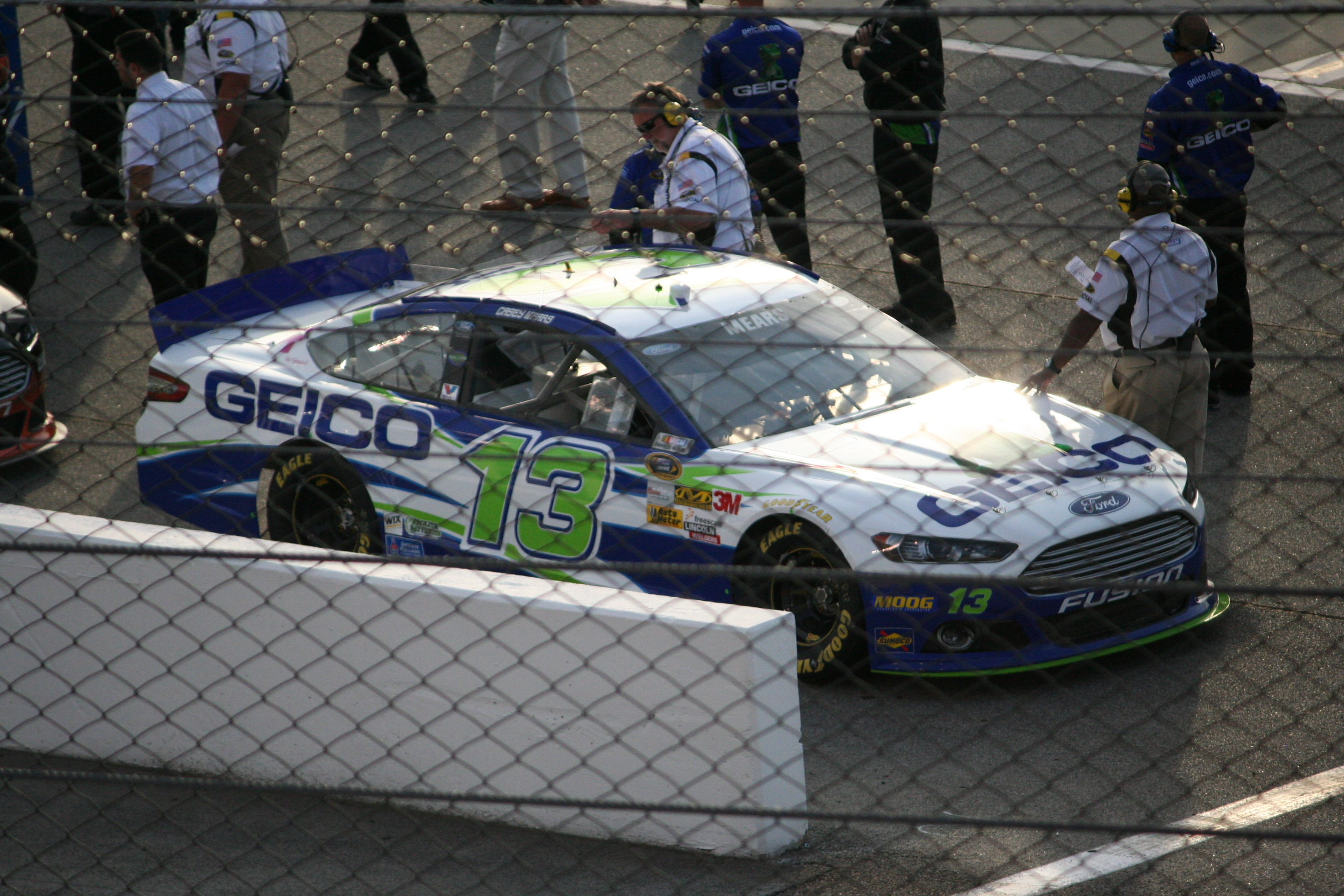
Casey Mears en el No. 13 en el Toyota Owners 400 de 2013

Para 2011, Germain Racing anunció que Mears se haría cargo del viaje a tiempo completo durante la temporada 2011. Mears y el equipo se perdieron las 500 Millas de Daytona, pero ningún otro evento. El equipo terminó 32º en puntos de propietarios.
El 6 de enero de 2012, Germain Racing anunció que Mears regresaría como conductor del No. 13 GEICO Ford Fusion. GEICO está firmado con el equipo hasta 2014. Mears lideró durante las partes intermedias en Talladega, pero se cayó. Terminó 29º en puntos.

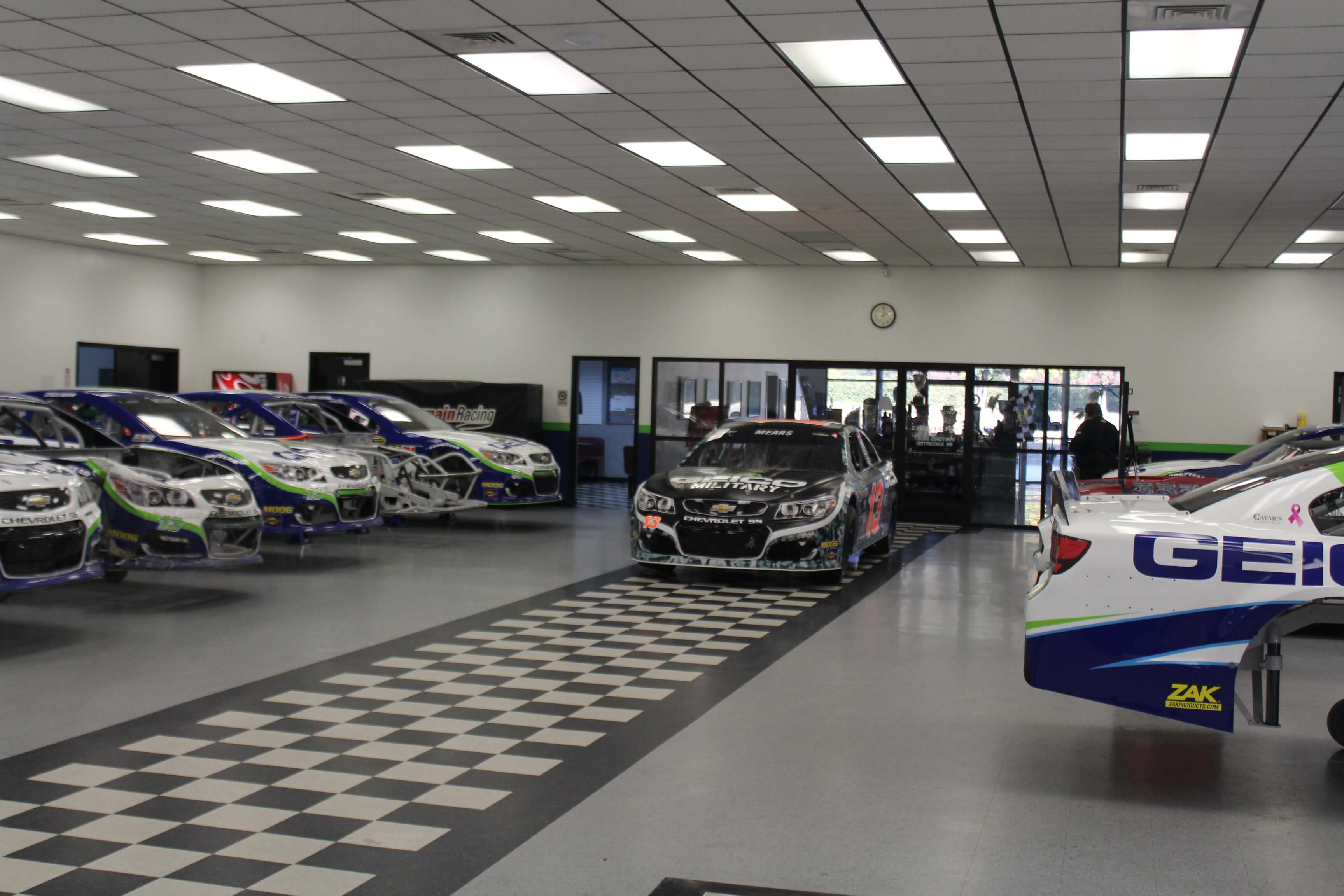
The Germain Race Shop, ubicado en Mooresville, Carolina Del Norte en noviembre de 2016

El equipo tuvo un año de recuperación en 2013 con 1 Top 10 en Daytona y 7 Top 15. Mears también mejoró al puesto 24 en la clasificación, su mejor resultado en los puntos desde 2009. GEICO también planea patrocinar al equipo la temporada completa el próximo año.
En 2014, Germain se asoció con Richard Childress Racing para presentar Chevrolets. Mears había conducido previamente para RCR en 2009.  El equipo comenzó la nueva temporada con un top 10 cuando Mears terminó décimo en las 500 Millas de Daytona de 2014. Mears finalmente registró catorce top 20 y tres top 10 durante la temporada, y terminó en el puesto 26 en puntos de pilotos, aunque en un panorama mucho más competitivo que el puesto 24 en 2013.
Mears comenzó 2015 con un sexto lugar en las 500 Millas de Daytona. Fue el cuarto top 10 consecutivo del equipo en Daytona. En 2016, se anunció que Ty Dillon reemplazaría a Mears en el No. 13 a partir de 2017.  Mears encontró un viaje conduciendo a tiempo parcial con Biagi-DenBeste Racing en el auto 98 GEICO Military.

#### Ty Dillon (2017-2020)

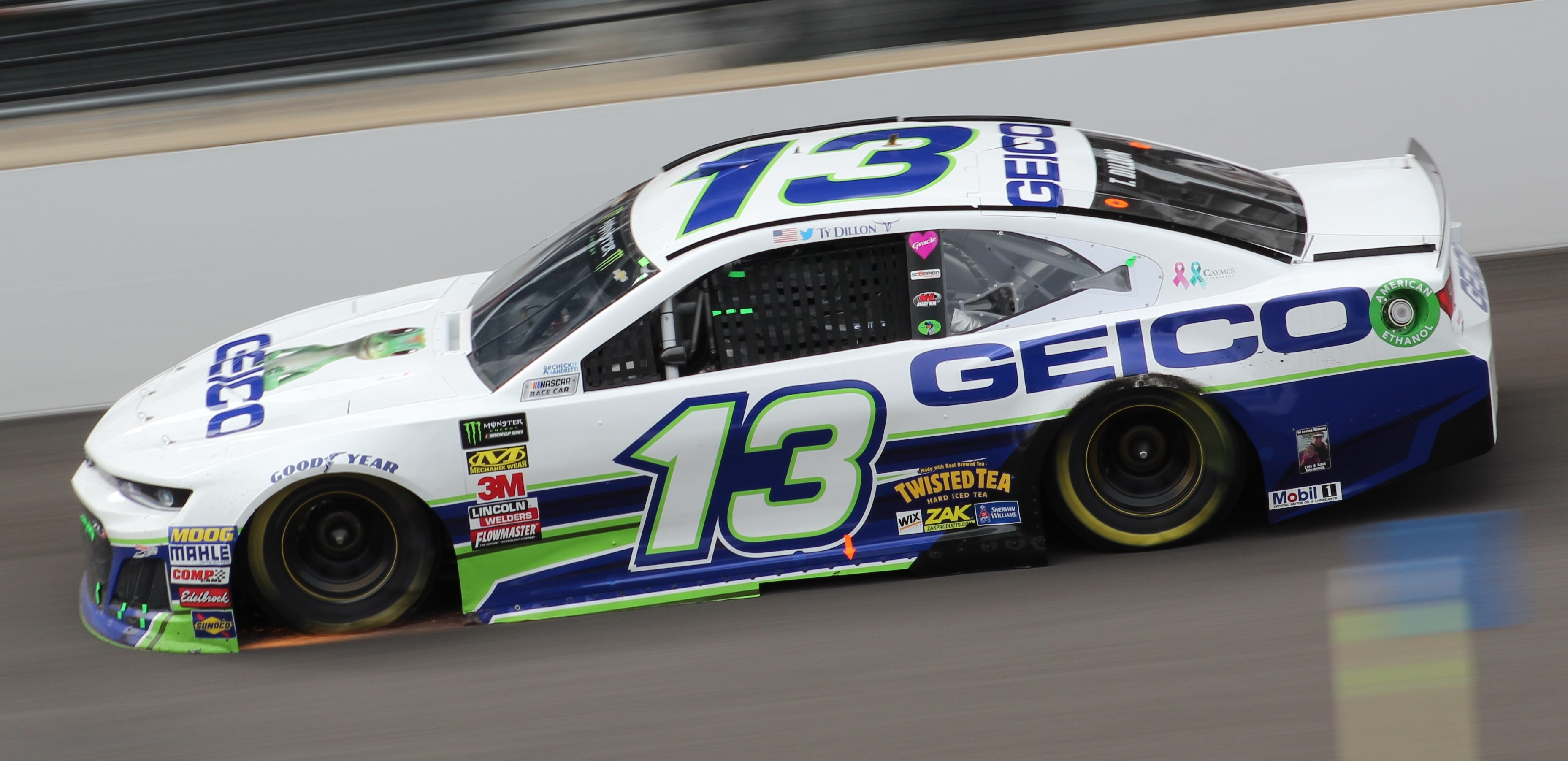
Ty Dillon en el No. 13 en el Bricyard 400 de 2018

El 28 de noviembre de 2016, Ty Dillon fue nombrado nuevo piloto del auto No. 13 para la Temporada 2017 . En la temporada baja de 2017, Twisted Tea participó en cuatro carreras, la primera vez que Germain tenía dos patrocinadores en el mismo auto en un año. Después de correr sólidamente en 2017, las mejores carreras de Dillon incluyeron a Dover, donde fue cuarto en un reinicio tardío, solo para ser eliminado por su compañero de equipo de la alianza Ryan Newman. También lideró muy tarde en la Coke Zero 400 de 2017, donde fue barajado y terminó en el puesto 16. La Temporada 2018 de Dillon fue mediocre como máximo, con el sexto lugar en la Coke Zero Sugar 400 de 2018 siendo su mejor resultado.
Dillon comenzó su Temporada 2019 con un sexto lugar en las 500 Millas de Daytona de 2019. También logró su primera victoria de etapa en la carrera de primavera de Bristol.
El 26 de agosto de 2019, el jefe de equipo Matt Borland fue suspendido indefinidamente por violar la Política de abuso de sustancias de NASCAR. Germain Racing confirmó que Justin Alexander, quien se desempeña como jefe de equipo del auto No. 21 Xfinity Series a tiempo parcial para Richard Childress Racing (con quien Germain tiene una alianza), se desempeñó como jefe de equipo interino desde Darlington y hasta que se levantó la suspensión de Borland. El 24 de septiembre, NASCAR reinstaló a Borland después de que completó el Programa Camino a la Recuperación.  En la última temporada de Germain Racing, el No. 13 logró terminar en tercer lugar en la carrera de otoño de Talladega y terminó en el puesto 26 en la clasificación de puntos.

#### Resultados del auto No. 13
| Year | Driver      | N.º | Make   | 1      | 2     | 3     | 4     | 5      | 6     | 7     | 8     | 9     | 10     | 11    | 12     | 13     | 14    | 15    | 16    | 17    | 18     | 19    | 20     | 21     | 22    | 23    | 24     | 25    | 26    | 27    | 28    | 29    | 30    | 31     | 32    | 33    | 34     | 35    | 36     | Owners | Pts  |
| ---- | ----------- | --- | ------ | ------ | ----- | ----- | ----- | ------ | ----- | ----- | ----- | ----- | ------ | ----- | ------ | ------ | ----- | ----- | ----- | ----- | ------ | ----- | ------ | ------ | ----- | ----- | ------ | ----- | ----- | ----- | ----- | ----- | ----- | ------ | ----- | ----- | ------ | ----- | ------ | ------ | ---- |
| 2008 | Max Papis   | 13  | Toyota | DAY    | CAL   | LVS   | ATL   | BRI    | MAR   | TEX   | PHO   | TAL   | RCH    | DAR   | CLT    | DOV    | POC   | MCH   | SON   | NHA   | DAY    | CHI   | IND    | POC    | GLN   | MCH   | BRI    | CAL   | RCH   | NHA   | DOV   | KAN   | TAL   | CLT    | MAR   | ATL   | TEXDNQ | PHO   | HOMDNQ | 57th   | 50   |
| 2009 | Max Papis   | 13  | Toyota | DAY    | CAL   | LVS36 | ATL   | BRI    | MAR   | TEX35 | PHO   | TAL18 | RCH    | DAR35 | CLT42  | DOVDNQ | POC   | MCH35 | SON12 | NHA   | DAYDNQ | CHI   | INDDNQ | POC    | GLN8  | MCH   | BRIDNQ | ATL40 | RCH37 | NHA   | DOV   | KAN32 | CAL35 | CLT41  | MAR   | TAL29 | TEXDNQ | PHO35 | HOMDNQ | 43rd   | 1209 |
| 2010 | Max Papis   | 13  | Toyota | DAY40  | CAL28 | LVS33 | ATL34 | BRIDNQ | MAR40 | PHO40 | TEX22 | TAL40 | RCHDNQ | DAR29 | DOVDNQ | CLTDNQ | POC34 | MCH43 | SON43 | NHA43 | DAY42  | CHI42 | IND43  | POCDNQ | GLN22 | MCH41 |        |       |       |       |       |       |       |        |       |       |        |       |        | 38th   | 1994 |
| 2010 | Casey Mears | 13  | Toyota |        |       |       |       |        |       |       |       |       |        |       |        |        |       |       |       |       |        |       |        |        |       |       | BRI39  | ATL26 | RCH21 | NHA38 | DOV29 | KAN24 | CAL25 | CLTDNQ | MAR40 | TAL24 | TEX26  | PHO24 | HOM33  | 38th   | 1994 |
| 2011 | Casey Mears | 13  | Toyota | DAYDNQ | PHO18 | LVS25 | BRI37 | CAL29  | MAR36 | TEX26 | TAL22 | RCH28 | DAR30  | DOV23 | CLT23  | KAN37  | POC30 | MCH38 | SON34 | DAY32 | KEN25  | NHA38 | IND29  | POC36  | GLN20 | MCH37 | BRI23  | ATL28 | RCH17 | CHI29 | NHA42 | DOV35 | KAN42 | CLT32  | TAL17 | MAR12 | TEX25  | PHO26 | HOM26  | 32nd   | 541  |
| 2012 | Casey Mears | 13  | Ford   | DAY25  | PHO39 | LVS27 | BRI25 | CAL23  | MAR25 | TEX25 | KAN26 | RCH21 | TAL18  | DAR22 | CLT22  | DOV41  | POC35 | MCH20 | SON15 | KEN18 | DAY18  | NHA36 | IND34  | POC35  | GLN16 | MCH37 | BRI21  | ATL33 | RCH29 | CHI36 | NHA36 | DOV31 | TAL26 | CLT29  | KAN37 | MAR25 | TEX21  | PHO22 | HOM29  | 30th   | 612  |
| 2013 | Casey Mears | 13  | Ford   | DAY29  | PHO14 | LVS29 | BRI15 | CAL15  | MAR16 | TEX31 | KAN34 | RCH30 | TAL24  | DAR37 | CLT23  | DOV16  | POC22 | MCH21 | SON16 | KEN18 | DAY9   | NHA36 | IND27  | POC24  | GLN12 | MCH25 | BRI33  | ATL22 | RCH26 | CHI30 | NHA25 | DOV24 | KAN21 | CLT31  | TAL27 | MAR21 | TEX33  | PHO27 | HOM28  | 26th   | 719  |
| 2014 | Casey Mears | 13  | Chevy  | DAY10  | PHO14 | LVS28 | BRI27 | CAL15  | MAR24 | TEX28 | DAR18 | RCH19 | TAL14  | KAN26 | CLT24  | DOV25  | POC23 | MCH24 | SON13 | KEN20 | DAY4   | NHA38 | IND33  | POC12  | GLN15 | MCH17 | BRI26  | ATL22 | RCH31 | CHI26 | NHA22 | DOV27 | KAN28 | CLT31  | TAL10 | MAR37 | TEX18  | PHO35 | HOM20  | 26th   | 782  |
| 2015 | Casey Mears | 13  | Chevy  | DAY6   | ATL15 | LVS25 | PHO20 | CAL23  | MAR15 | TEX27 | BRI36 | RCH30 | TAL28  | KAN19 | CLT24  | DOV27  | POC16 | MCH13 | SON38 | DAY11 | KEN23  | NHA16 | IND20  | POC28  | GLN18 | MCH42 | BRI23  | DAR29 | RCH21 | CHI20 | NHA18 | DOV24 | CLT18 | KAN23  | TAL31 | MAR17 | TEX26  | PHO22 | HOM42  | 23rd   | 754  |
| 2016 | Casey Mears | 13  | Chevy  | DAY32  | ATL14 | LVS23 | PHO35 | CAL17  | MAR31 | TEX23 | BRI24 | RCH29 | TAL33  | KAN21 | DOV26  | CLT30  | POC24 | MCH32 | SON24 | DAY12 | KEN30  | NHA27 | IND24  | POC21  | GLN12 | BRI25 | MCH22  | DAR25 | RCH21 | CHI34 | NHA27 | DOV26 | CLT40 | KAN23  | TAL39 | MAR21 | TEX39  | PHO18 | HOM18  | 29th   | 556  |
| 2017 | Ty Dillon   | 13  | Chevy  | DAY30  | ATL15 | LVS21 | PHO16 | CAL18  | MAR22 | TEX17 | BRI15 | RCH26 | TAL13  | KAN14 | CLT36  | DOV14  | POC18 | MCH20 | SON28 | DAY16 | KEN33  | NHA16 | IND19  | POC17  | GLN19 | MCH21 | BRI36  | DAR13 | RCH22 | CHI28 | NHA22 | DOV22 | CLT21 | TAL11  | KAN16 | MAR30 | TEX24  | PHO11 | HOM26  | 25th   | 593  |
| 2018 | Ty Dillon   | 13  | Chevy  | DAY39  | ATL26 | LVS24 | PHO30 | CAL27  | MAR22 | TEX13 | BRI28 | RCH20 | TAL15  | DOV24 | KAN38  | CLT21  | POC23 | MCH21 | SON33 | CHI28 | DAY6   | KEN29 | NHA23  | POC24  | GLN23 | MCH38 | BRI21  | DAR21 | IND21 | LVS34 | RCH28 | CLT22 | DOV29 | TAL15  | KAN25 | MAR15 | TEX22  | PHO19 | HOM22  | 29th   | 482  |
| 2019 | Ty Dillon   | 13  | Chevy  | DAY6   | ATL25 | LVS29 | PHO15 | CAL27  | MAR13 | TEX21 | BRI15 | RCH21 | TAL17  | DOV22 | KAN28  | CLT23  | POC27 | MCH22 | SON27 | CHI35 | DAY4   | KEN26 | NHA16  | POC29  | GLN30 | MCH11 | BRI20  | DAR20 | IND13 | LVS16 | RCH26 | CLT15 | DOV23 | TAL10  | KAN22 | MAR24 | TEX18  | PHO20 | HOM24  | 24th   | 613  |
| 2020 | Ty Dillon   | 13  | Chevy  | DAY30  | LVS10 | CAL26 | PHO15 | DAR19  | DAR19 | CLT25 | CLT27 | BRI39 | ATL29  | MAR22 | HOM28  | TAL12  | POC26 | POC23 | IND14 | KEN16 | TEX35  | KAN15 | NHA22  | MCH23  | MCH18 | DAY20 | DOV18  | DOV29 | DAY22 | DAR27 | RCH28 | BRI18 | LVS26 | TAL3   | CLT23 | KAN24 | TEX24  | MAR16 | PHO21  | 27th   | 556  |

### Historia del auto No. 27
El Toyota Camry No. 60 debutó en 2011 con Todd Bodine al volante y recibió el patrocinio de Tire Kingdom para las 500 Millas de Daytona. Bodine y su equipo no se clasificaron para el evento. Durante el resto de 2011, Landon Cassill y Mike Skinner manejaron el auto con el patrocinio de Big Red como salida y estacionamiento para obtener fondos suficientes para que el No. 13 corra los fines de semana en los que GEICO no es el patrocinador. Desde Atlanta, el No. 60 se cambió a Chevrolet. En octubre de 2011, Germain Racing estacionó el paseo No. 60 por el resto de la temporada después de correr 20 carreras, pero nunca terminó mejor que 38º.
El segundo auto del equipo regresó como el No. 27 para las 500 millas de Daytona del 2019 con Casey Mears como piloto. Como resultado de un accidente en la vuelta 104, Mears terminó 40.º en la carrera.

#### Resultados del auto n. ° 27
| Year | Driver         | N.º | Make   | 1      | 2     | 3     | 4     | 5     | 6     | 7     | 8      | 9     | 10    | 11    | 12    | 13    | 14     | 15     | 16    | 17    | 18    | 19    | 20    | 21     | 22    | 23    | 24    | 25    | 26     | 27     | 28     | 29     | 30     | 31     | 32  | 33  | 34  | 35  | 36  | Owners | Pts |
| ---- | -------------- | --- | ------ | ------ | ----- | ----- | ----- | ----- | ----- | ----- | ------ | ----- | ----- | ----- | ----- | ----- | ------ | ------ | ----- | ----- | ----- | ----- | ----- | ------ | ----- | ----- | ----- | ----- | ------ | ------ | ------ | ------ | ------ | ------ | --- | --- | --- | --- | --- | ------ | --- |
| 2011 | Todd Bodine    | 60  | Toyota | DAYDNQ |       |       |       | CAL40 |       |       |        |       |       |       |       |       |        |        |       |       |       |       |       |        |       |       |       |       |        |        |        |        |        |        |     |     |     |     |     | 46th   | 51  |
| 2011 | Landon Cassill | 60  | Toyota |        | PHO38 | LVS43 | BRI42 |       |       |       |        |       |       |       |       |       |        |        |       |       |       |       |       |        |       |       |       |       |        |        |        |        |        |        |     |     |     |     |     | 46th   | 51  |
| 2011 | Mike Skinner   | 60  | Toyota |        |       |       |       |       | MAR42 | TEX43 | TALDNQ | RCH41 | DAR40 | DOV41 | CLT43 | KAN40 | POCDNQ | MCHDNQ | SON42 | DAY40 | KEN43 | NHA42 | IND40 | POCDNQ | GLN43 | MCH42 | BRI41 |       |        |        | NHAWth | DOVDNQ | KANDNQ | CLTWth | TAL | MAR | TEX | PHO | HOM | 46th   | 51  |
| 2011 | Mike Skinner   | 60  | Chevy  |        |       |       |       |       |       |       |        |       |       |       |       |       |        |        |       |       |       |       |       |        |       |       |       |       | RCHDNQ | CHIDNQ |        |        |        |        |     |     |     |     |     | 46th   | 51  |
| 2011 | Dave Blaney    | 60  | Chevy  |        |       |       |       |       |       |       |        |       |       |       |       |       |        |        |       |       |       |       |       |        |       |       |       | ATL43 |        |        |        |        |        |        |     |     |     |     |     | 46th   | 51  |
| 2019 | Casey Mears    | 27  | Chevy  | DAY40  | ATL   | LVS   | PHO   | CAL   | MAR   | TEX   | BRI    | RCH   | TAL   | DOV   | KAN   | CLT   | POC    | MCH    | SON   | CHI   | DAY   | KEN   | NHA   | POC    | GLN   | MCH   | BRI   | DAR   | IND    | LVS    | RCH    | CLT    | DOV    | TAL    | KAN | MAR | TEX | PHO | HOM | 46th   | 1   |

## NASCAR Natiowide Series

### Historia del auto No. 03
Germain debutó en la Serie Nationwide en 2007 con el Toyota Camry No. 03 Germain con Todd Bodine al volante. Terminó entre los diez primeros en sus dos primeros intentos y corrió tres carreras más después de eso. El coche no volvió a correr hasta 2008 , cuando Bodine llegó al cuarto puesto. Michael Annett hizo el siguiente intento en la carrera de fin de temporada en Homestead, donde terminó 36º después de un accidente.

#### Resultados del auto No. 03
| Year | Driver         | N.º | Make | 1   | 2   | 3   | 4   | 5   | 6   | 7   | 8   | 9    | 10  | 11  | 12  | 13  | 14  | 15  | 16  | 17  | 18  | 19  | 20  | 21  | 22  | 23  | 24  | 25  | 26  | 27  | 28 | 29     | 30  | 31  | 32  | CLT  | DOV | NSH   | KEN | MLW | NHA | DAY | CHI | GTY10 | IRP | CGV | GLN | MCH8 | BRI | CAL | RCH20 | DOV | KAN14 | CLT | MEM | TEX | PHO | HOM37 | 53rd | 557 |
| 2008 | DAY            | CAL | LVS  | ATL | BRI | NSH | TEX | PHO | MXC | TAL | RCH | DAR4 | CLT | DOV | NSH | KEN | MLW | NHA | DAY | CHI | GTY | IRP | CGV | GLN | MCH | BRI | CAL | RCH | DOV | KAN |    |        |     |     |     | 62nd | 222 |       |     |     |     |     |     |       |     |     |     |      |     |     |       |     |       |     |     |     |     |       |      |     |
| 2008 | Justin Marks   |     |      |     |     |     |     |     |     |     |     |      |     |     |     |     |     |     |     |     |     |     |     |     |     |     |     |     |     |     |    | CLTDNQ | MEM | TEX | PHO | 62nd | 222 |       |     |     |     |     |     |       |     |     |     |      |     |     |       |     |       |     |     |     |     |       |      |     |
| 2008 | Michael Annett |     |      |     |     |     |     |     |     |     |     |      |     |     |     |     |     |     |     |     |     |     |     |     |     |     |     |     |     |     |    |        |     |     |     | 62nd | 222 | HOM36 |     |     |     |     |     |       |     |     |     |      |     |     |       |     |       |     |     |     |     |       |      |     |

### Historia del auto No. 15

#### Mike Wallace (2008)
Germain Racing presentó su primera participación a tiempo completo en la Serie Nationwide en 2008, con Mike Wallace al volante. Wallace trajo su número de auto, 7, y su patrocinador, GEICO , con él desde Phoenix Racing . El equipo compró los activos legales del antiguo equipo de la Serie Busch de Yates Racing con el propósito de obtener una exención como parte de la política de gira totalmente exenta de NASCAR en las tres series nacionales. Wallace terminó octavo en su primera y única temporada con Germain con 1 top 5 y 8 top 10. Después del final de la temporada 2008, GEICO se trasladó a la Cup Series debido a un conflicto de intereses con el patrocinador de la serie Nationwide.

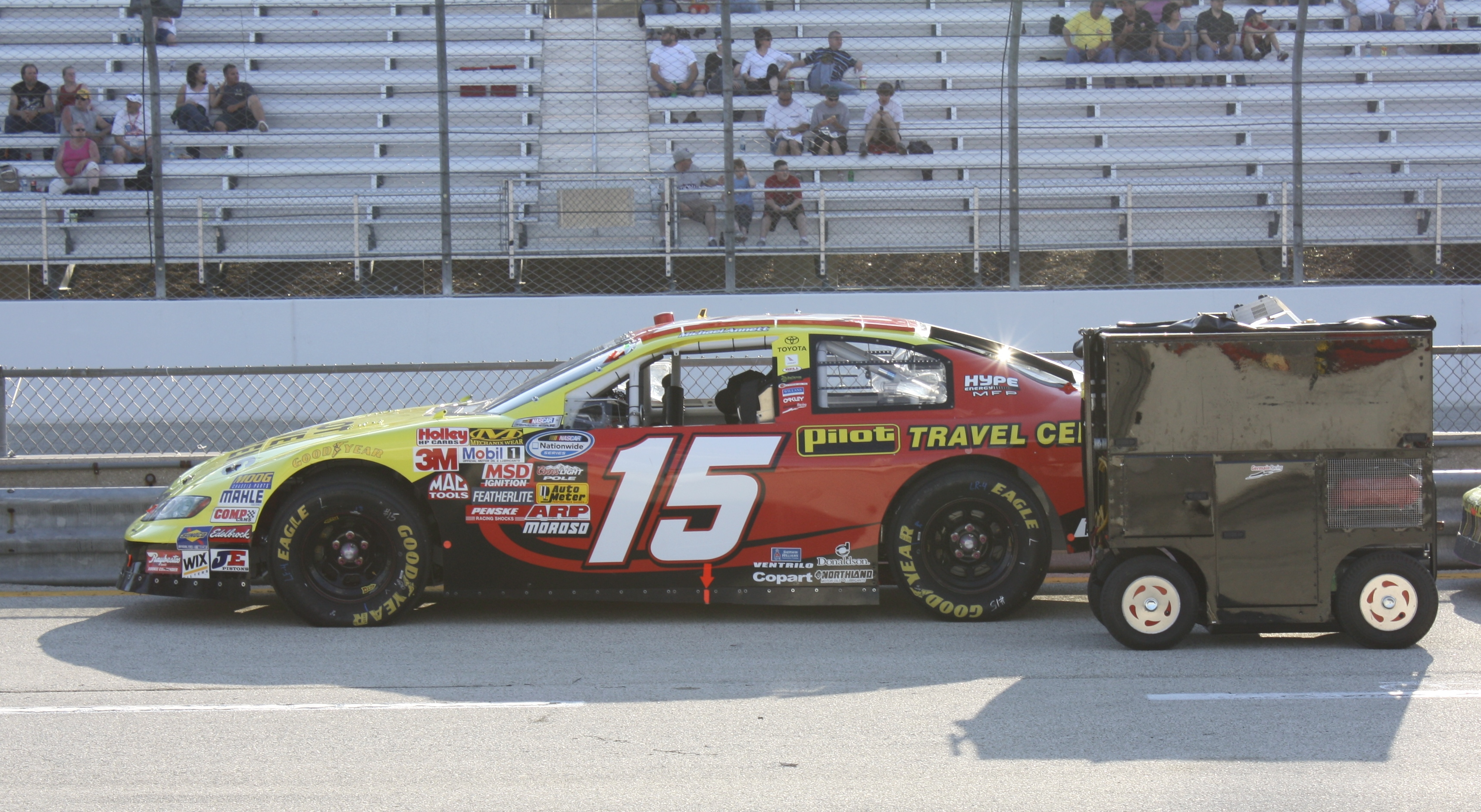
Michael Annett en 2009

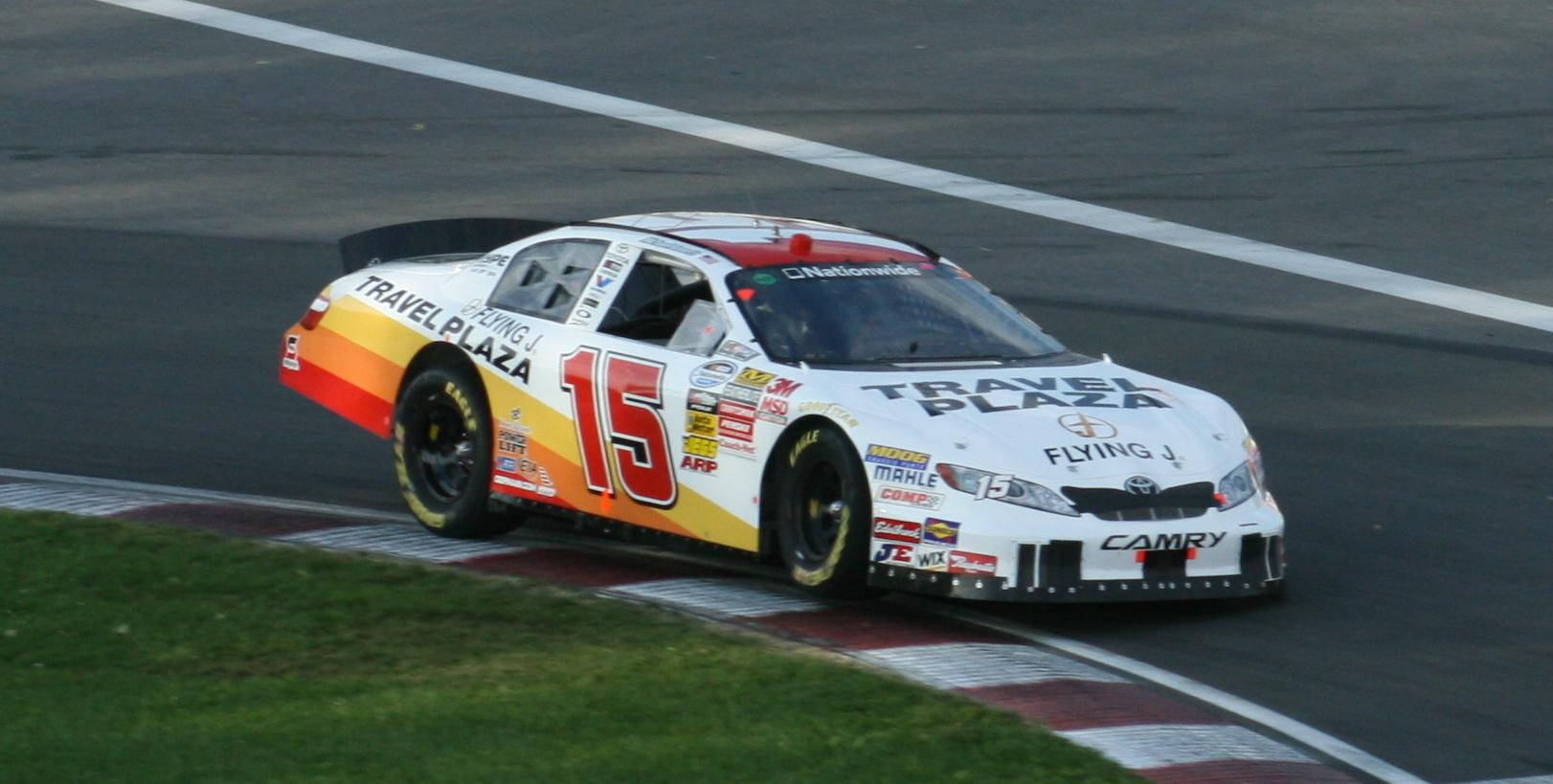
Annett en 2010

#### Michael Annett (2009-2010)
Al comienzo de la temporada 2009, Germain cambió el equipo No. 7 al No. 15 y contrató a Michael Annett para la temporada. Annett condujo el No. 15 a tiempo completo en 2009, con el patrocinio de HYPE Energy y Pilot Flying J. Annett terminó tercero en la batalla del Novato del Año y décimo en los puntos generales de pilotos. Logró 4 resultados entre los 10 primeros en su primera temporada a tiempo completo.
En 2010, Annett continuó conduciendo para el equipo. Los Pilot Travel Centers continuaron patrocinando a Annett y al equipo. Annett terminó el año con 2 top 10 en camino a un 13 ° lugar en la clasificación final.

#### Transferencia a Rick Ware Racing (2011)
Para 2011, Annett se trasladó al No. 62 de Rusty Wallace Racing para 2011, trayendo consigo los Pilot Travel Centers. Todd Bodine condujo el No. 15 en Daytona con Tire Kingdom como patrocinador, ya que el piloto novato Timmy Hill tenía menos de 18 años y no era elegible para correr en una serie de giras nacionales. Después de Daytona, los puntos de propietario No. 15 se vendieron al equipo de Hill, Rick Ware Racing.

#### Resultados del coche nº 15
| Year | Driver         | N.º | Make   | 1     | 2     | 3     | 4     | 5     | 6     | 7     | 8     | 9     | 10    | 11    | 12    | 13    | 14    | 15    | 16    | 17    | 18    | 19    | 20    | 21    | 22    | 23    | 24    | 25    | 26    | 27    | 28    | 29    | 30    | 31    | 32    | 33    | 34    | 35    | Owners | Pts  |
| ---- | -------------- | --- | ------ | ----- | ----- | ----- | ----- | ----- | ----- | ----- | ----- | ----- | ----- | ----- | ----- | ----- | ----- | ----- | ----- | ----- | ----- | ----- | ----- | ----- | ----- | ----- | ----- | ----- | ----- | ----- | ----- | ----- | ----- | ----- | ----- | ----- | ----- | ----- | ------ | ---- |
| 2008 | Mike Wallace   | 7   | Toyota | DAY24 | CAL16 | LVS7  | ATL17 | BRI10 | NSH20 | TEX25 | PHO15 | MXC12 | TAL10 | RCH13 | DAR25 | CLT22 | DOV8  | NSH6  | KEN3  | MLW18 | NHA15 | DAY22 | CHI20 | GTY11 | IRP17 | CGV15 | GLN18 | MCH15 | BRI35 | CAL16 | RCH15 | DOV12 | KAN15 | CLT10 | MEM14 | TEX12 | PHO9  | HOM18 | 13th   | 4128 |
| 2009 | Michael Annett | 15  | Toyota | DAY35 | CAL16 | LVS32 | BRI20 | TEX11 | NSH19 | PHO16 | TAL21 | RCH34 | DAR29 | CLT39 | DOV19 | NSH27 | KEN7  | MLW28 | NHA19 | DAY35 | CHI17 | GTY7  | IRP35 | IOW11 | GLN20 | MCH13 | BRI8  | CGV18 | ATL14 | RCH25 | DOV13 | KAN30 | CAL6  | CLT13 | MEM16 | TEX22 | PHO20 | HOM21 | 18th   | 3598 |
| 2010 | Michael Annett | 15  | Toyota | DAY12 | CAL17 | LVS33 | BRI20 | NSH9  | PHO33 | TEX16 | TAL43 | RCH26 | DAR11 | DOV15 | CLT14 | NSH14 | KEN34 | ROA24 | NHA19 | DAY12 | CHI14 | GTY11 | IRP19 | IOW7  | GLN19 | MCH16 | BRI18 | CGV25 | ATL21 | RCH20 | DOV15 | KAN16 | CAL20 | CLT36 | GTY21 | TEX18 | PHO18 | HOM24 | 14th   | 3651 |
| 2011 | Todd Bodine    | 15  | Toyota | DAY18 | PHO   | LVS   | BRI   | CAL   | TEX   | TAL   | NSH   | RCH   | DAR   | DOV   | IOW   | CLT   | CHI   | MCH   | ROA   | DAY   | KEN   | NHA   | NSH   | IRP   | IOW   | GLN   | CGV   | BRI   | ATL   | RCH   | CHI   | DOV   | KAN   | CLT   | TEX   | PHO   | HOM   |       | 24th*  | 681* |

- Incluye los puntos anotados después de que Rick Ware Racing se hiciera cargo de la entrada, pero solo se muestran los resultados anotados por Germain Racing

## Camping World Truck Series

### Historia del camión No. 9

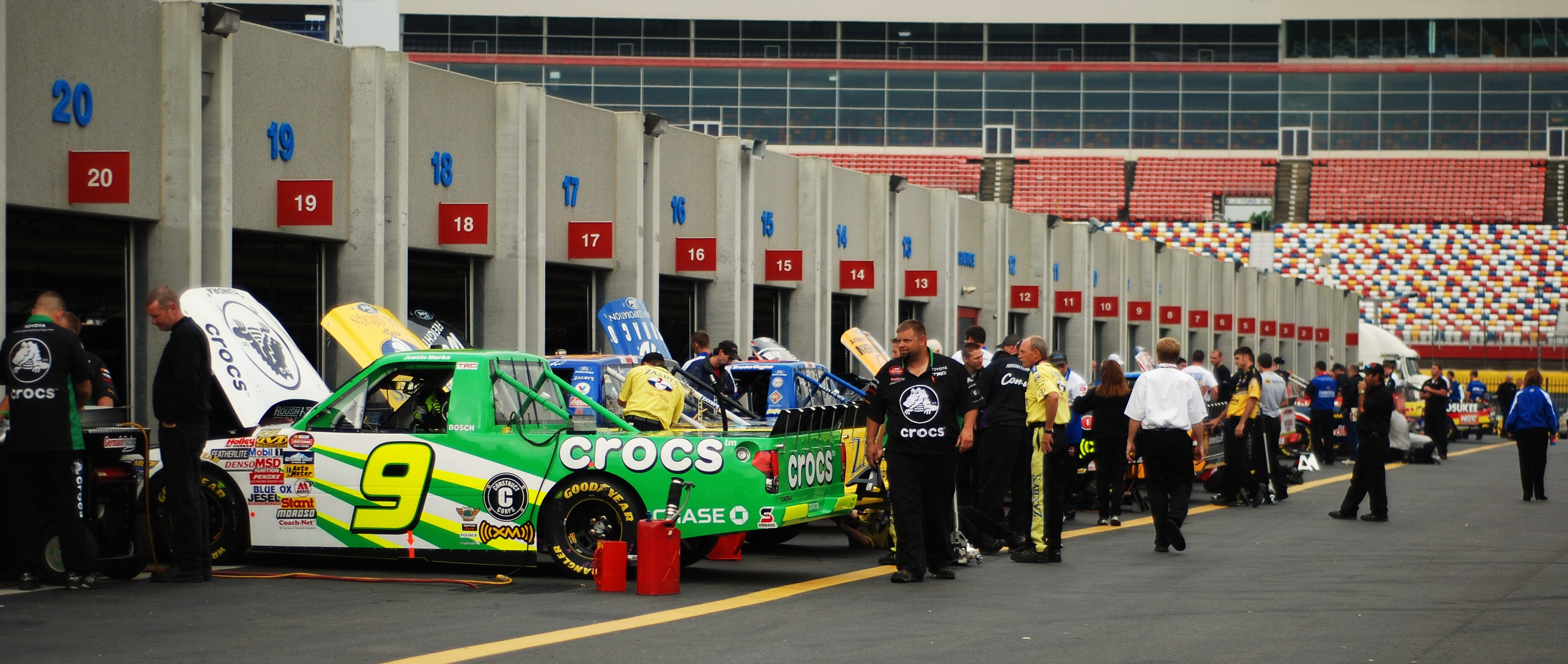
Camioneta de Justin Marks en Charlotte

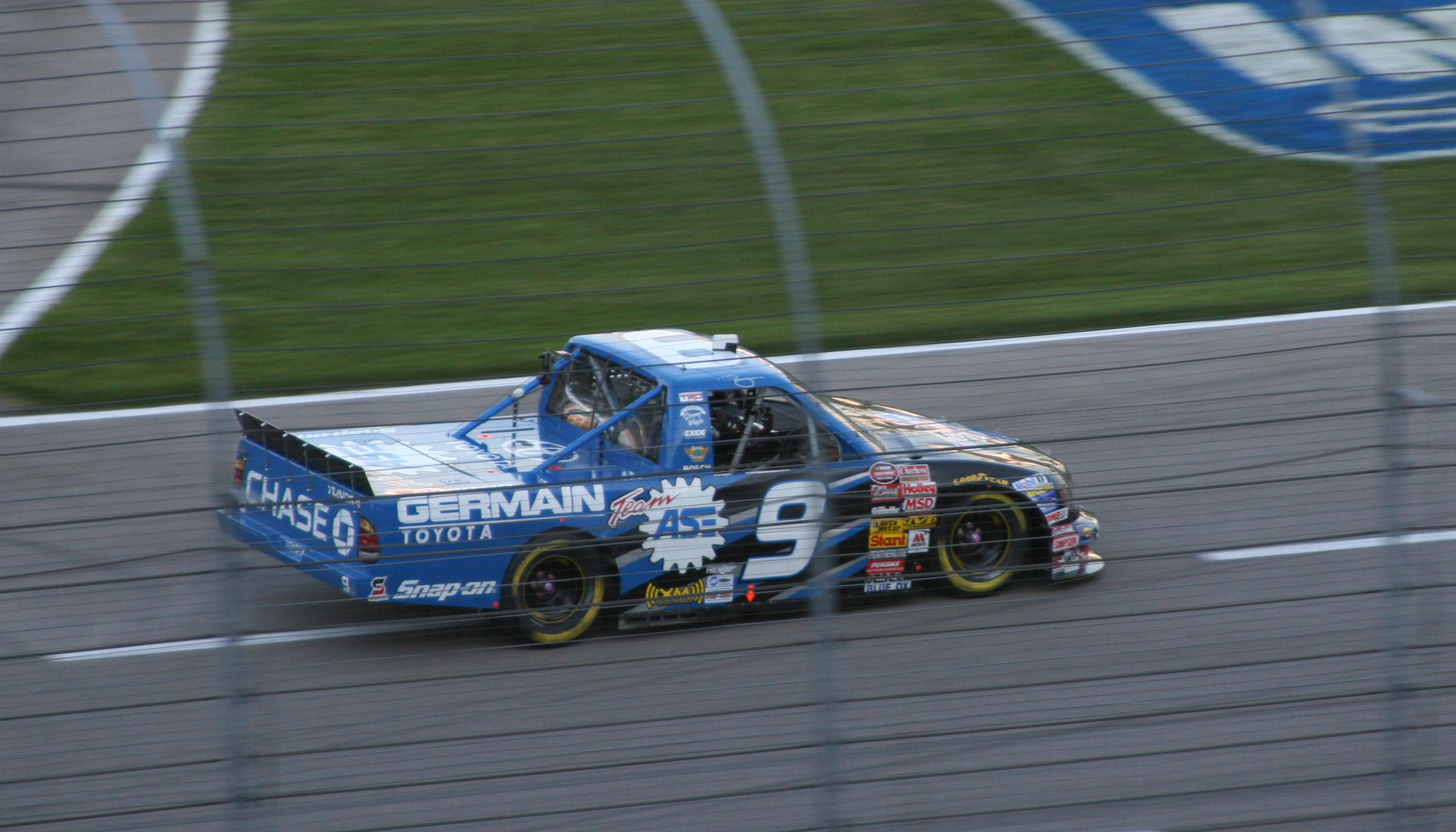
Camión n° 9 de 2006 de Musgrave

#### Shigeaki Hattori (2005)
La Toyota Tundra No. 9 debutó en Daytona en 2005 con el novato Shigeaki Hattori detrás del volante en una asociación con Arnold Motorsports, el equipo se llamaba Germain-Arnold Racing. Aunque tuvo dos largadas en el séptimo lugar, Hattori tuvo problemas en su transición a los stock cars, fue liberado hacia el final de la temporada y reemplazado por Justin Hobgood , cuyo mejor resultado fue un vigésimo en Phoenix.
Ted Musgrave (2006-2007)
El campeón de 2005 Ted Musgrave, cuyo equipo, Ultra Motorsports, había cerrado solo unos días antes de las pruebas de pretemporada, llegó al equipo con un patrocinador en el equipo ASE . Pasó toda la temporada 2006 sin ganar, antes de obtener una victoria en Texas en 2007.
Justin Marks (2008)
El piloto de ARCA RE / MAX Series Justin Marks reemplazó a Musgrave en el No. 9 con el patrocinio de Construct Corps / Crocs . Marks tuvo una pole y un octavo lugar, pero fue reemplazado más adelante en el año. Chrissy Wallace, Michael Annett, David Reutimann, Paul Tracy y Sean Caisse llenaron el camión No. 9 durante el resto del año.
Max Papis (2009-2011)
El No. 9 solo corrió un número limitado de carreras en 2009 y 2010 con Max Papis y el patrocinador GEICO.
Papis condujo el No. 9 a tiempo completo en 2011 con el patrocinio de GEICO, pero solo logró dos resultados entre los 10 primeros y terminó 18 ° en los puntos. Para 2012, Germain cerró sus operaciones de camiones y GEICO pasó a la Sprint Cup Series con Mears.

#### Resultados del camión No. 9
| Year | Driver           | N.º | Make   | 1     | 2     | 3     | 4      | 5     | 6     | 7     | 8     | 9     | 10    | 11     | 12    | 13    | 14    | 15    | 16    | 17    | 18    | 19    | 20    | 21     | 22     | 23     | 24    | 25    | Owners | Pts  |
| ---- | ---------------- | --- | ------ | ----- | ----- | ----- | ------ | ----- | ----- | ----- | ----- | ----- | ----- | ------ | ----- | ----- | ----- | ----- | ----- | ----- | ----- | ----- | ----- | ------ | ------ | ------ | ----- | ----- | ------ | ---- |
| 2005 | Shigeaki Hattori | 9   | Toyota | DAY34 | CAL30 | ATL27 | MARDNQ | GTY27 | MFD36 | CLT34 | DOV   | TEX35 | MCH27 | MLWDNQ | KAN   | KEN24 | MEM   | IRP   | NSH35 | BRI   |       |       |       |        |        |        |       |       | 37th   | 1039 |
| 2005 | Justin Hobgood   | 9   | Toyota |       |       |       |        |       |       |       |       |       |       |        |       |       |       |       |       |       | RCH23 | NHA   | LVS   | MAR    | ATLDNQ | TEXDNQ | PHO20 | HOM35 | 37th   | 1039 |
| 2006 | Ted Musgrave     | 9   | Toyota | DAY3  | CAL3  | ATL4  | MAR2   | GTY2  | CLT4  | MFD16 | DOV18 | TEX7  | MCH23 | MLW24  | KAN22 | KEN6  | MEM19 | IRP8  | NSH4  | BRI3  | NHA31 | LVS2  | TAL3  | MAR15* | ATL24  | TEX11  | PHO19 | HOM33 | 7th    | 3314 |
| 2007 | Ted Musgrave     | 9   | Toyota | DAY9  | CAL5  | ATL8  | MAR5   | KAN12 | CLT5  | MFD8  | DOV20 | TEX9  | MCH5  | MLW34  |       | KEN3  | IRP12 | NSH8  | BRI27 | GTW3  | NHA7  | LVS15 | TAL25 | MAR8   | ATL9   | TEX1   | PHO11 | HOM18 | 7th    | 3303 |
| 2007 | Brad Keselowski  | 9   | Toyota |       |       |       |        |       |       |       |       |       |       |        | MEM16 |       |       |       |       |       |       |       |       |        |        |        |       |       | 7th    | 3303 |
| 2008 | Justin Marks     | 9   | Toyota | DAY8  | CAL33 | ATL14 | MAR20  | KAN11 | CLT32 | MFD18 | DOV16 | TEX14 | MCH13 | MLW25  | MEM24 | KEN31 | IRP30 | NSH20 | BRI22 | GTW27 |       | LVS29 |       |        |        |        |       |       | 24th   | 2485 |
| 2008 | David Reutimann  | 9   | Toyota |       |       |       |        |       |       |       |       |       |       |        |       |       |       |       |       |       | NHA13 |       |       |        |        |        |       |       | 24th   | 2485 |
| 2008 | Mike Wallace     | 9   | Toyota |       |       |       |        |       |       |       |       |       |       |        |       |       |       |       |       |       |       |       | TAL5  |        |        |        |       |       | 24th   | 2485 |
| 2008 | Sean Caisse      | 9   | Toyota |       |       |       |        |       |       |       |       |       |       |        |       |       |       |       |       |       |       |       |       | MAR36  |        |        |       |       | 24th   | 2485 |
| 2008 | Chrissy Wallace  | 9   | Toyota |       |       |       |        |       |       |       |       |       |       |        |       |       |       |       |       |       |       |       |       |        | ATL25  |        |       | HOM31 | 24th   | 2485 |
| 2008 | Paul Tracy       | 9   | Toyota |       |       |       |        |       |       |       |       |       |       |        |       |       |       |       |       |       |       |       |       |        |        | TEX20  |       |       | 24th   | 2485 |
| 2008 | Michael Annett   | 9   | Toyota |       |       |       |        |       |       |       |       |       |       |        |       |       |       |       |       |       |       |       |       |        |        |        | PHO18 |       | 24th   | 2485 |
| 2009 | Max Papis        | 9   | Toyota | DAY   | CAL10 | ATL20 | MAR13  | KAN   | CLT   | DOV16 | TEX   | MCH   | MLW   | MEM    | KEN   | IRP   | NSH   | BRI28 | CHI   | IOW   | GTW   | NHA22 | LVS18 | MAR21  | TAL22  | TEX    | PHO   | HOM   | 31st   | 958  |
| 2010 | Max Papis        | 9   | Toyota | DAY21 | ATL   | MAR8  | NSH    | KAN   | DOV29 | CLT   | TEX   | MCH   | IOW   | GTY15  | IRP   | POC   | NSH   | DAR   | BRI14 | CHI   | KEN   | NHA   |       |        | TAL27  | TEX23  |       | HOM18 | 33rd   | 1087 |
| 2010 | Justin Hobgood   | 9   | Toyota |       |       |       |        |       |       |       |       |       |       |        |       |       |       |       |       |       |       |       | LVS35 |        |        |        |       |       | 33rd   | 1087 |
| 2010 | B. J. McLeod     | 9   | Toyota |       |       |       |        |       |       |       |       |       |       |        |       |       |       |       |       |       |       |       |       | MAR17  |        |        |       |       | 33rd   | 1087 |
| 2010 | Tom Hessert III  | 9   | Toyota |       |       |       |        |       |       |       |       |       |       |        |       |       |       |       |       |       |       |       |       |        |        |        | PHO31 |       | 33rd   | 1087 |
| 2011 | Max Papis        | 9   | Toyota | DAY12 | PHO15 | DAR18 | MAR10  | NSH23 | DOV13 | CLT25 | KAN22 | TEX15 | KEN11 | IOW20  | NSH27 | IRP18 | POC11 | MCH19 | BRI26 | ATL14 | CHI18 | NHA20 | KEN28 | LVS29  | TAL10  | MAR18  | TEX14 | HOM21 | 21st   | 643  |

### Historia del camión No. 30
Todd Bodine (2004)

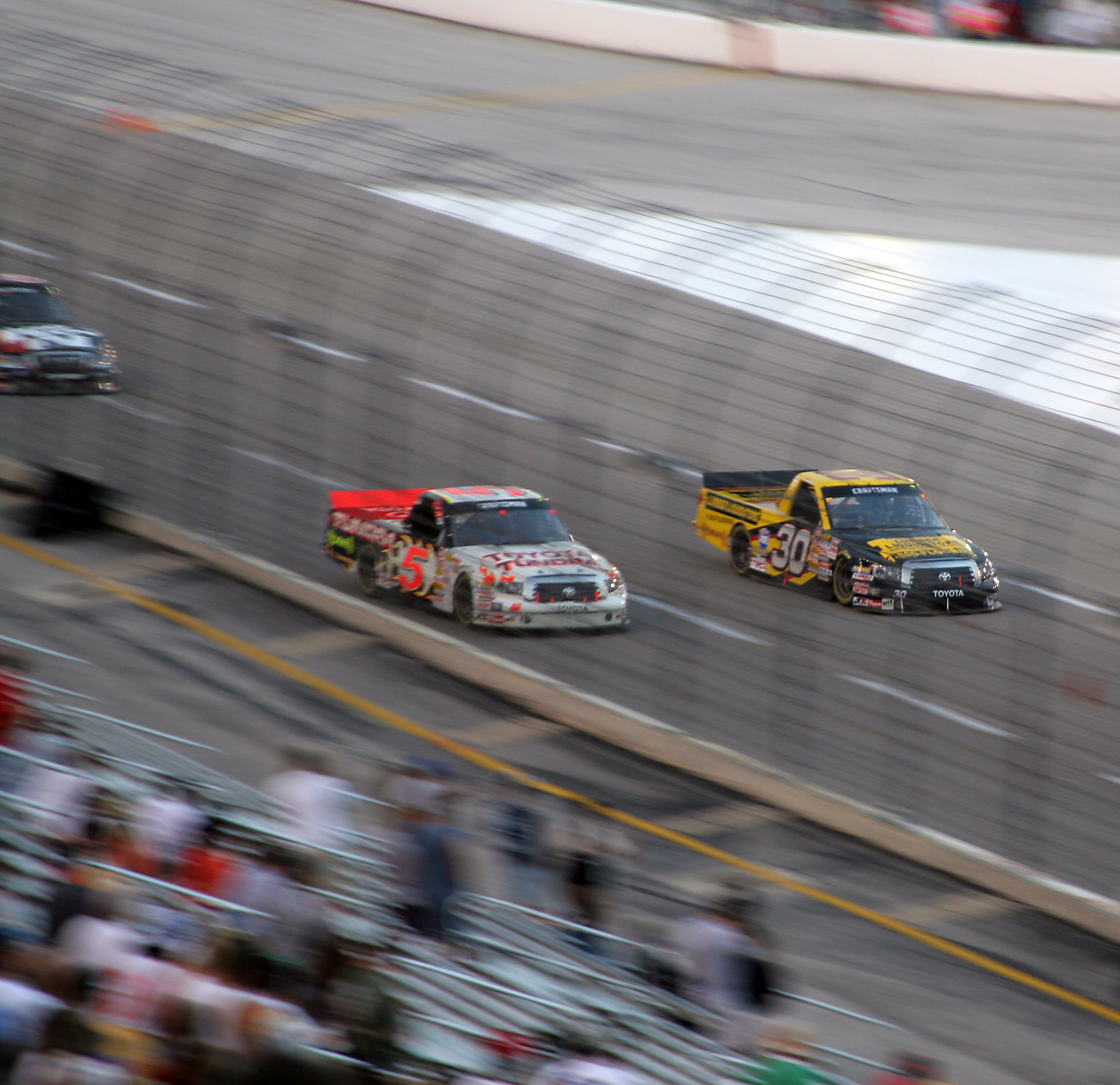
Todd Bodine (derecha) compitiendo con su compañero campeón de la Serie de Camionetas Mike Skinner en 2007.

Germain debutó con esta camioneta en 2004 en la Kroger 200, donde Todd Bodine terminó cuarto después de comenzar tercero en la camioneta No. 30. Bodine ganó dos carreras ese año en Fontana y Texas, antes de perderse el campo en el Ford 200.
Chad Chaffin (2005)
Bodine se fue a Fiddleback Racing en 2005 y fue reemplazado por Chad Chaffin. Chaffin registró cuatro top diez con el equipo antes de irse para unirse al equipo Wyler Racing después de Míchigan.
Todd Bodine regresa (2005-2011)
Bodine regresaría al equipo después del cierre de Fiddleback Racing. La combinación Bodine-Germain ganaría cinco carreras juntas, terminando con un tercer lugar en puntos.
Lumber Liquidators se convirtió en el nuevo patrocinador principal del equipo en 2006, y Bodine y su equipo se llevarían a casa 3 victorias junto con el campeonato de Camionetas. En la temporada 2007, Bodine ganó en Texas y Talladega y terminó cuarto en puntos. Ganó tres carreras adicionales en 2008 y subió al tercer lugar en los puntos. Lumber Liquidators dejó el equipo después de 2008, pero Bodine aún ganó la primera carrera de la temporada en 2009. Copart y Ventrilo patrocinaron al equipo durante la mayor parte de la temporada, y Bodine terminó cuarto en puntos. GEICO patrocinó el camión para la primera carrera en Daytona, pero el equipo corrió sin patrocinio durante la mayor parte de la temporada. Bodine ganó su segundo campeonato en 2010.
Bodine y el equipo No. 30 corrieron las primeras diez carreras de la temporada antes de estacionar el camión debido a la falta de patrocinio. Bodine manejó el camión No. 5 debido a una nueva asociación entre Germain Racing y Randy Moss Motorsports. En 2012, Germain Racing cerró sus operaciones de camiones debido a la falta de patrocinio. Bodine se mudó a Red Horse Racing , mientras que Germain vendió su equipo de la Serie de Camionetas al ex gerente Mike Hillman Sr. , quien comenzó su propio equipo de carreras.

#### Resultados del camión No° 30
| Year | Driver       | N.º | Make   | 1     | 2     | 3     | 4     | 5     | 6     | 7     | 8     | 9     | 10    | 11    | 12     | 13    | 14    | 15    | 16    | 17    | 18    | 19    | 20    | 21    | 22    | 23    | 24    | 25     | Owners | Pts  |
| ---- | ------------ | --- | ------ | ----- | ----- | ----- | ----- | ----- | ----- | ----- | ----- | ----- | ----- | ----- | ------ | ----- | ----- | ----- | ----- | ----- | ----- | ----- | ----- | ----- | ----- | ----- | ----- | ------ | ------ | ---- |
| 2004 | Todd Bodine  | 30  | Toyota | DAY   | ATL   | MAR   | MFD   | CLT   | DOV   | TEX   | MEM   | MLW   | KAN   | KEN   | GTY    | MCH   | IRP   | NSH   | BRI   | RCH4  | NHA34 | LVS2  | CAL1  | TEX1* | MAR7  | PHO29 | DAR20 | HOMDNQ | 34th   | 1136 |
| 2005 | Chad Chaffin | 30  | Toyota | DAY21 | CAL28 | ATL7  | MAR5  | GTY9  | MFD32 | CLT30 | DOV23 | TEX23 | MCH7  |       |        |       |       |       |       |       |       |       |       |       |       |       |       |        | 3rd    | 3411 |
| 2005 | Todd Bodine  | 30  | Toyota |       |       |       |       |       |       |       |       |       |       | MLW34 | KAN1*  | KEN2  | MEM23 | IRP15 | NSH3  | BRI2  | RCH2  | NHA22 | LVS1* | MAR10 | ATL2  | TEX1  | PHO1  | HOM1*  | 3rd    | 3411 |
| 2006 | Todd Bodine  | 30  | Toyota | DAY2  | CAL2  | ATL1  | MAR12 | GTY1* | CLT3  | MFD15 | DOV3  | TEX1  | MCH4  | MLW20 | KAN7   | KEN10 | MEM15 | IRP7  | NSH8  | BRI2  | NHA4  | LVS12 | TAL4  | MAR14 | ATL25 | TEX14 | PHO4  | HOM21  | 1st    | 3666 |
| 2007 | Todd Bodine  | 30  | Toyota | DAY5  | CAL7  | ATL2  | MAR2  | KAN7  | CLT3  | MFD31 | DOV11 | TEX1  | MCH7  | MLW3  | MEM8   | KEN11 | IRP6  | NSH5  | BRI24 | GTY4  | NHA4  | LVS28 | TAL1* | MAR20 | ATL24 | TEX16 | PHO6  | HOM14  | 4th    | 3525 |
| 2008 | Todd Bodine  | 30  | Toyota | DAY1* | CAL2  | ATL9  | MAR12 | KAN23 | CLT12 | MFD3  | DOV29 | TEX5  | MCH4  | MLW5  | MEM14  | KEN27 | IRP22 | NSH3* | BRI2  | GTY4  | NHA19 | LVS9  | TAL1  | MAR5  | ATL4  | TEX4  | PHO3  | HOM1   | 4th    | 3621 |
| 2009 | Todd Bodine  | 30  | Toyota | DAY1* | CAL2  | ATL3  | MAR18 | KAN21 | CLT25 | DOV18 | TEX1  | MCH13 | MLW4  | MEM10 | KEN16* | IRP18 | NSH13 | BRI32 | CHI2  | IOW19 | GTY18 | NHA24 | LVS4  | MAR2  | TAL3  | TEX4  | PHO12 | HOM5   | 6th    | 3432 |
| 2010 | Todd Bodine  | 30  | Toyota | DAY2* | ATL5  | MAR30 | NSH5  | KAN3  | DOV5  | CLT2  | TEX1* | MCH2* | IOW17 | GTY4  | IRP7   | POC12 | NSH1* | DAR1* | BRI6  | CHI2  | KEN1  | NHA9  | LVS4  | MAR3* | TAL18 | TEX4  | PHO12 | HOM4   | 1st    | 3937 |
| 2011 | Todd Bodine  | 30  | Toyota | DAY23 | PHO14 | DAR3  | MAR14 | NSH19 | DOV27 | CLT27 | KAN3  | TEX31 | KEN4  | IOW   | NSH    | IRP   | POC   | MCH   | BRI   | ATL   | CHI   | NHA   | KEN   | LVS   | TAL   | MAR   | TEX   | HOM    | 29th   | 277  |

### Historia del camión No. 62

#### Brendan Gaughan (2011)
La camioneta No. 62 corrió solo en 2011, como un equipo de tiempo completo con Brendan Gaughan conduciendo la Toyota Tundra con el patrocinio de South Point Hotel, Casino & Spa. Gaughan se fue a Richard Childress Racing llevándose su patrocinio con él después de que Germain cerró sus equipos de camiones.

#### Resultados del camión No° 62
| Year | Driver          | N.º | Make   | 1     | 2     | 3     | 4    | 5     | 6    | 7     | 8    | 9     | 10   | 11    | 12    | 13    | 14    | 15   | 16    | 17    | 18    | 19    | 20    | 21   | 22   | 23   | 24    | 25    | Owners | Pts |
| ---- | --------------- | --- | ------ | ----- | ----- | ----- | ---- | ----- | ---- | ----- | ---- | ----- | ---- | ----- | ----- | ----- | ----- | ---- | ----- | ----- | ----- | ----- | ----- | ---- | ---- | ---- | ----- | ----- | ------ | --- |
| 2011 | Brendan Gaughan | 62  | Toyota | DAY27 | PHO17 | DAR25 | MAR9 | NSH17 | DOV7 | CLT30 | KAN7 | TEX14 | KEN3 | IOW16 | NSH13 | IRP16 | POC22 | MCH8 | BRI20 | ATL18 | CHI14 | NHA12 | KEN19 | LVS9 | TAL8 | MAR9 | TEX31 | HOM20 | 14th   | 713 |

### Historia del camión n. ° 77
El camión No. 77 se inició como el camión No. 03. La camioneta No. 03 debutó en 2007 en Lowe's Motor Speedway con Justin Hobgood compitiendo. Se clasificó octavo, pero terminó último después de un choque temprano. La siguiente carrera para el equipo fue en New Hampshire, pero Sean Caisse no se clasificó para la carrera. El mes siguiente, Justin Marks hizo su debut en la Serie de Camionetas en Easy Care Vehicle Service Contracts 200 , con el patrocinio de viajes vudú , terminando 22º. Marks corrió las últimas tres carreras de la temporada, logrando un mejor resultado en el octavo lugar en el Ford 200.
En 2008, la camioneta No. 03 volvió a correr a tiempo parcial, con Chrissy Wallace conduciendo durante cuatro carreras, y su mejor resultado fue el 18 en su debut en Martinsville Speedway . Dustin Skinner condujo una carrera más tarde en la temporada en Martinsville, pero chocó y terminó 34º.
Se suponía que Chrissy Wallace conduciría el No. 03 a tiempo completo en 2009, pero la falta de patrocinio anuló esos planes, y el No. 03 cerró las operaciones.
En 2010, Germain Racing manejó el camión No. 77 a tiempo parcial con muchos conductores. Miguel Paludo fue el primero en conducir en 2010, clasificándose para las segundas carreras en Bristol y Kentucky con el patrocinio de Stemco / Duroline. Paludo terminó noveno y vigésimo respectivamente. El siguiente en el asiento del No. 77 fue Jason Bowles, quien condujo sin patrocinio en Las Vegas, llevándose a casa un puesto 16. Tom Hessert III condujo el camión en Homestead con el patrocinio de Cherry Hill Classic Cars. Terminó 29.
El No. 77 comenzó la temporada 2011 como un equipo de tiempo completo impulsado por el Campeón de ARCA Justin Lofton. Sin embargo, Lofton y Germain se separaron después de Texas, y Lofton asumió el patrocinio de Eddie Sharp Racing. El No. 77 fue cerrado luego de la partida de Lofton.

#### Resultados del camión No° 77
| Year | Driver          | N.º | Make   | 1     | 2     | 3     | 4     | 5     | 6     | 7     | 8     | 9     | 10  | 11  | 12  | 13  | 14  | 15  | 16   | 17  | 18    | 19  | 20    | 21  | 22  | 23  | 24  | 25    | Owners | Pts |
| ---- | --------------- | --- | ------ | ----- | ----- | ----- | ----- | ----- | ----- | ----- | ----- | ----- | --- | --- | --- | --- | --- | --- | ---- | --- | ----- | --- | ----- | --- | --- | --- | --- | ----- | ------ | --- |
| 2010 | Miguel Paludo   | 77  | Toyota | DAY   | ATL   | MAR   | NSH   | KAN   | DOV   | CLT   | TEX   | MCH   | IOW | GTY | IRP | POC | NSH | DAR | BRI9 | CHI | KEN20 | NHA |       |     |     |     |     |       | 44th   | 432 |
| 2010 | Jason Bowles    | 77  | Toyota |       |       |       |       |       |       |       |       |       |     |     |     |     |     |     |      |     |       |     | LVS16 | MAR | TAL | TEX | PHO |       | 44th   | 432 |
| 2010 | Tom Hessert III | 77  | Toyota |       |       |       |       |       |       |       |       |       |     |     |     |     |     |     |      |     |       |     |       |     |     |     |     | HOM29 | 44th   | 432 |
| 2011 | Justin Lofton   | 77  | Toyota | DAY18 | PHO30 | DAR13 | MAR32 | NSH16 | DOV25 | CLT13 | KAN19 | TEX10 | KEN | IOW | NSH | IRP | POC | MCH | BRI  | ATL | CHI   | NHA | KEN   | LVS | TAL | MAR | TEX | HOM   | 31st   | 221 |